# 宮内町 (山形県)
宮内町（みやうちまち）は山形県東置賜郡にあった町。現在の南陽市北部にあたる。

## 地理
- 山：大鷹山、秋葉山、鷹戸山、鷹戸屋山、大窪山、白鷹山、烏帽子山、黒森山、高平山、中ノ森山
- 河川：吉野川

## 歴史
- 1889年（明治22年）4月1日 - 町村制の施行により、近世以来の宮内村が単独で宮内町を形成。
- 1955年（昭和30年）2月1日 - 漆山村・吉野村・金山村と合併し、改めて宮内町が発足。
- 1967年（昭和42年）4月1日 - 赤湯町・和郷村と合併して南陽市が発足。同日宮内町廃止。

## 交通

### 鉄道路線
- 日本国有鉄道
  - 長井線（現・山形鉄道フラワー長井線）
    - 宮内町駅（現・宮内駅） - 西宮内駅（現・おりはた駅）

### 道路
- 小国街道（現・国道113号）